# Honestiores
Honestiores (Ehrbare) wurden im römischen Recht der Antike die Angehörigen der wesentlichen oberen Gesellschaftsschichten genannt. Im Einzelnen rechnete man zu ihnen die Angehörigen des Senatorenstandes (ordo senatorius), des Ritterstandes (ordo equester) sowie auch des Dekurionenstandes (ordo decurionum) und mit letzteren die wirtschaftlich bedeutende provinzielle Oberschicht aus Großgrundbesitzern, Großkaufleuten und Besitzern von Großbetrieben. Auch die Veteranen wurden als honestiores bezeichnet, was auf die zentrale Stellung des Heers im römischen Reich zurückzuführen ist. Die gesamte restliche Bevölkerung wurde als humiliores (Niedere) bezeichnet.
Da das römische Bürgerrecht im Verlauf der ersten Jahrhunderte n. Chr. immer häufiger verliehen wurde und ab der Constitutio Antoniniana von 212 sogar allen freien Bewohnern des Reiches offenstand, schwanden mit der Zeit die Privilegien, die ein Bürger beispielsweise noch in der republikanischen Zeit gegenüber einem Nichtbürger gehabt hatte. Diese Vorrechte wurden stattdessen nach und nach auf die Gruppe der honestiores beschränkt.
Erste Ansätze zu dieser Entwicklung waren bereits in der Republik zu erkennen. Seit Beginn der Kaiserzeit genossen die honestiores dann bestimmte klare Privilegien in der Rechtspraxis. So durften sie nicht peinlich befragt werden und hatten ein weitreichenderes Provokationsrecht. Im Falle einer Verurteilung waren sie von entehrenden Todesstrafen (Kreuzigung oder damnatio ad bestias), körperlicher Züchtigung oder Zwangsarbeit befreit. Generell fand eine Hinrichtung nur bei schweren Fällen wie Majestätsbeleidigung oder Verwandtenmord Anwendung. Ab dem 2. Jahrhundert durfte nur mehr der Kaiser honestiores verurteilen bzw. musste die Urteile der Statthalter vor ihrer Durchführung bestätigen. Zuvor hatten alle freien Bürger dieses Vorrecht besessen, wie unter anderem die Geschichte des Paulus von Tarsus zeigt. Unter Antoninus Pius wurden Mitte des 2. Jahrhunderts all diese Regelungen auch theoretisch festgeschrieben.
Begriffsgeschichtlich trat die Unterscheidung zwischen honestiores und humiliores an die Stelle des republikanischen Gegensatzes zwischen Patriziern und Plebejern, der zwar weiterbestand, aber an praktischer Bedeutung verlor. Im Sprachgebrauch bezog sich honestiores nicht nur auf die rechtlichen Privilegien, sondern auf die ideelle Position eines Römers, die sich durch Ehrbarkeit (honestas), Ansehen und Würde (dignitas), Einfluss (auctoritas) und einen guten Ruf (fama) begründete. Die Zugehörigkeit zu dieser Schicht bedurfte eines gewissen Reichtums, da sich aus dem Vermögen die öffentliche Verantwortung und damit die Ehrbarkeit ergab. Der dadurch gewonnene gesellschaftliche Rang verpflichtete wiederum zur Einhaltung moralischer Werte und zur Führung eines tugendhaften Lebenswandels. Die humiliores wurden dagegen als unmündig und zur Ausübung von Herrschaft unfähig angesehen. Dies legitimierte ihre Benachteiligung durch die Justiz, da man glaubte, sie stärker kontrollieren und strenger führen zu müssen. Aber auch Reiche, die (beispielsweise durch die Ausübung einer verrufenen beruflichen Tätigkeit, eine Vorstrafe oder unfreie Geburt) als unehrenhaft angesehen wurden oder sich nicht politisch bzw. militärisch betätigten, wurden nicht zu den honestiores gerechnet.
Die Unterscheidung zwischen honestiores und humiliores war jedoch keine ausformulierte Gesellschaftsvorstellung; die Begriffe wurden vor dem 3. Jahrhundert nie zusammen genannt oder gar definiert. Bei ihnen handelte es sich vielmehr um eine neue rechtliche Gliederung der Gesellschaft, die auf den alten Vorstellungen von Ehrwürdigkeit basierte. Soziale Kriterien wie das reine Vermögen spielten allenfalls am Rande eine Rolle. Trotzdem ist davon auszugehen, dass ein Standesbewusstsein existierte und sich beispielsweise die lokale Oberschicht in den Provinzen (die Dekurionen) zunehmend eher der Reichsaristokratie als der Bevölkerung ihrer Heimatstadt verpflichtet und zugehörig fühlte, zumal sie oft auch lange vor dieser das römische Bürgerrecht erhalten hatte.